# إنترنت 2
إنترنت 2 هي جيل جديد من البنية التحتية للإنترنت والتطبيقات والتقنية تدعم سرعات أكبر بمئات المرات تلك المتوفرة حاليا للمستخدمين وهدفها هو دعم جيل جديد من التطبيقات المستقبلية التي يمكنها استغلال هذه السرعات وتقديم تجارب أكثر غنى للمستخدمين.

## لماذا إنترنت 2 (الإنترنت الثانية)؟
رغم النجاح الذي حققه الجيل الحالي من الإنترنت. إلا أن البطء في نقل المعلومات لايزال هو المشكلة الكبرى التي تقف أمام العديد من التطبيقات.
وكان لابد اعتماد خطوط أسرع من الخطوط الهاتفية، وتتمتع بحزمة (Band Width) أكبر من الألياف البصرية أو كوابل البث أو الأقمار الصناعية ,ومن الحلول لمشكلة البطء في نقل المعلومات تقنية (DSL)، 	 
ومن الحلول كذلك إنترنت الجيل المقبل (NGI), والتي انطلقت عام 1997 سعياً لمضاعفة سرعة الإنترنت الحالية 1000-10000 مرة ولإيجاد تقنيات تشبيك أقوى كثيراً من تلك الموجودة في الإنترنت حالياً

وتهدف كذلك إالى تطوير تطبيقات تقنيات تشبيك شاملة تستخدم في الشركات والأعمال والجامعات والمدارس كما يستخدمها عموم الناس..

## إنترنت 2 تعد بإنشاءيوتوبيااجتماعية وثقافية وحضارية لكل شعوب العالم
من المعروف أن إنترنت هي وليدة مؤسسات الأبحاث العسكرية والأكاديمية الأمريكية، والتي كانت تحاول من ناحية إنشاء شبكة اتصالات منيعة على الهجمات الخارجية ضد الولايات المتحدة، وكانت تحاول من ناحية أخرى إنشاء شبكة يمكنها استضافة تطبيقات تعاونية يمكن للعلماء والباحثين الجامعيين بواسطتها تبادل المعلومات والبيانات بين بعضهم (في الولايات المتحدة) ومع علماء آخرين في جميع أنحاء العالم. ومن هنا كانت نشأة البريد الالكترونى مثلا، كأول تطبيق تعاوني، وتطبيقات التراسل الفوري وغير ذلك. ومن أحضان الجامعات، وبواسطة الشراكات مع المؤسسات التجارية تحولت إنترنت إلى الهيئة التي نعرفها عليها اليوم؛ فضاء خائلي مزدحم بمئات الملايين من المستخدمين (حوالي 350 مليونا في عام 2005)، وبألوف التطبيقات التي تتناقل البيانات الخاصة بتطبيقات البريد الإلكتروني، والويب، والفيديو والموسيقى باستخدام بنية تحتية من المزودات والموجهات والكوابل والتقنيات التي تتنافس في تقديم هذا المحتوى بأسرع شكل وأفضل نوعية ممكنة.
وإن كانت هذه التقنيات والأساليب فعالة في تقديم بعض الخدمات التي نراها اليوم، فإنها تقصر كثيرا إذا ما أخذنا بعين الاعتبار متطلبات المجتمع الأكاديمي ومؤسسات الأبحاث، وحتى الكثير من المؤسسات التجارية التي أصبحت تحتاج إلى بيئات عمل تعاونية تتجاوز قدراتها مجرد تداول النصوص، والصور البسيطة.
ومنذ عام 1997 أدرك المجتمع الأكاديمي الأمريكي والأوروبي أن تلبية المتطلبات البحثية الحديثة يحتاج إلى ما هو أكثر من مجرد مجموعة من التقنيات التي تقوم باعتصار آخر قطرة من الأداء من البنية التحتية الحالية. ومن هنا جاء مشروع إنترنت 2، وهو اتحاد من المؤسسات التي لا تهدف إلى الربحية، يترأسه أكثر من 180 جامعة أمريكية، إضافة إلى 60 شركة تجارية منها إنتل وأي بي أم وسيسكو، وغيرها من الشركات الرائدة في مجال تطوير تقنيات التشبيك. ومهمة هذا الاتحاد هي تطوير تطبيقات وتقنيات تشبيك متقدمة لتسريع تطوير إنترنت المستقبل، ودمجها ضمن التطبيقات والبنية التحتية الحالية المستخدمة في إنترنت اليوم.
وتتكون البنية التحتية لمشروع إنترنت 2 اليوم من 28 نقطة حضور Point of Presence، ونقاط الحضور هذه موزعة ضمن الولايات المتحدة، وتتكون من مزودات وكوابل عالية السرعة ذات سعة موجة تزيد حرفيا بألف مرة عن سعة الموجة المتاحة ضمن إنترنت حاليا. وتُدعى هذه النقاط GigaPoPs حيث أن كلا منها يقدم سعة موجة تبلغ 2.4 غيغابايت في الثانية.
وتشكل شبكة أبلين Abilene البنية التحتية الأساسية لإنترنت 2، وهي شبكة اتصالات تم تطويرها بالتعاون ما بين مشروع إنترنت 2 وشركات مثل Qwest، ونورتل، وسيسكو.

## تطبيقات المستقبل
يُضخ في مشروع إنترنت 2 حاليا 110 مليون دولار سنويا، 80 منها هي إسهام الجامعات والمعاهد البحثية الأمريكية، والهدف هو تطوير جيل جديد من التطبيقات التي يمكنها الاستفادة إلى أقصى الحدود من سعة الموجة التي توفرها معدات التشبيك، والكوابل الحديثة، والتي يمكنها دعم سرعات تصل إلى 2.4 غيغابايت في الثانية. وهي سرعة كفيلة بتنزيل فيلم رقمي مدمج خلال 30 ثانية فقط مقارنة بست ساعات ونصف باستخدام خط T1 مستأجر. ويهيئ مشروع إنترنت 2 لمستقبل قريب بدأنا نشهد بوادره حين يحصل الانصهار التام بين تقنيات المعلوماتية والوسائط المتعددة وبين وسائل الاتصالات كالاتصالات الهاتفية، والمؤتمرات الفيديوية، والتلفزيون العالي الدقة HDTV. أضف إلى ذلك مجاراة الطلب الناتج على سعة الموجة حين تكتمل عملية الربط ما بين أجهزة الكومبيوتر بكافة أنواعها سواء كانت شخصية أو مزودات، أو نظما مضمّنة embedded systems
ويعرف القائمون على المشروع «تطبيقات إنترنت 2» بأنها التطبيقات التي تحدث تغييرا في طريقة التعليم، والتعلم، والقيام بالأبحاث في معاهد الدراسات العليا. وتتطلب هذه التطبيقات شبكات متقدمة، ولذلك فلا يمكن لها أن تعمل ضمن البنية التحتية الحالية لإنترنت، حيث أنها تتطلب سعة موجة عالية، ونسبة تأخر قليلة في بث البيانات، إضافة إلى القدرة على البث المتعدد multicasting وهي قدرات غير متوفرة في الشبكات التجارية المستخدمة حاليا. ويشجع القائمون على مشروع إنترنت 2 تطوير التطبيقات الموجهة نحو البيئات التعليمية، وخصوصا في نطاق الدراسات العليا وفي مجالات تشمل مختلف العلوم والدراسات الإنسانية والاجتماعية.
ومن الطريف أن معظم تطبيقاتنا ونظم التشغيل المستخدمة اليوم لا يمكنها التعامل مع البروتوكولات والتقنيات المستخدمة ضمن إنترنت 2 ولذلك فهي تعمل بشكل أبطأ ضمن شبكة إنترنت 2. وقد قام مشروع إنترنت 2 بطرح مشروع web100 (http://www.web100.org) وهو عبارة عن مشروع لإعادة توليف التطبيقات الحالية أو تعديلها لتتمكن من تحقيق الاستفادة القصوى من السرعات المتوفرة ضمن إنترنت 2.

## تغييرات جذرية
عندما يتحدث مهندسو مشروع إنترنت 2 عن تطوير جيل جديد من التطبيقات، فإنهم يشيرون إلى تغيير جذري لبنية إنترنت التحتية كما نعرفها في هذه الأيام. ويطال هذا التغيير مجالين هامين هما مجال البرمجيات الوسيطةبرمجيات وسيطة والمجال الهندسي الخاص بالبنية التحتية.

## البرمجيات الوسيطة
البرمجيات الوسيطة هي مجموعات من الخدمات الشبكية المتخصصة والمشتركة بين التطبيقات والمستخدمين. وتسمح هذه العناصر البرمجية للتطبيقات والشبكات بالاتصال فيما بينها واستغلال طاقاتها المشتركة لمعالجة البيانات. وتعمل البرمجيات الوسيطة أيضا كعناصر للدمج ما بين التطبيقات التي تستخدم أنساق بيانات مختلفة.
ونظرا لدورها هذا فإن البرمجيات الوسيطة هي عالم مستقل بحد ذاته تلعب فيه مفاهيم التحقق من الهوية Authentication، والتعريف الشخصي Identification، والتفويض Authorization، وخدمات الأدلة Directory Services (حيث تحفظ السمات الأساسية للمستخدمين)، والأمن، دورا هاما جدا. وهي كلها أمور يركز عليها القائمون على مشروع إنترنت 2، حيث نجد ضمن المشروع لجنة خاصة بمتابعة التطورات في تطوير البرمجيات الوسيطة، ومختبرات تقوم بتطوير تقنيات المفاتيح الخاصة والتشفير، ومشروع شيبوليث Shibboleth للتحقق من الهوية. إضافة إلى البرمجيات التعاونية الوسيطة Grid Applications.
وما يميز البرمجيات الوسيطة في إنترنت 2 هو أنه رغم اعتمادها على بعض المقاييس المستخدمة في إنترنت اليوم، فإنها موجهة نحو تطبيقات معينة تنحصر حاليا في المجال الأكاديمي والبحثي.
المجال الهندسي
أما في المجال الهندسي، فتتواجد العديد من مجموعات العمل والتي تقوم بتطوير بروتوكولات الشبكة مثل بروتوكول إنترنت Ipv6، والبث المتعدد Multicasting، ومستوى الخدمات Quality of Service، والتوجيه routing.

## تطبيقات ثورية
لا زالت معظم تطبيقات إنترنت 2 في مرحلة الفحص والاختبار، وكثير منها قيد التطوير. ولذلك فلم تتبين بعد فائدة الكثير من هذه التطبيقات والتأثير الذي يمكن أن تحدثه. ومع ذلك فإن لدى القائمين على المشروع خريطة عمل واضحة لما يجب على هذه التطبيقات أن تتميز به من سمات، وهم يحصرونها في أربع عناصر أساسية:
أولا، يجب أن تدعم تطبيقات إنترنت 2 البيئات التعاونية التفاعلية، حيث يمكن للمستخدمين أن يتفاعلوا مع المستخدمين الآخرين بشكل كامل، دون الحاجة للتواجد معا في نفس المكان.
ثانيا، أن يتمكن المستخدمون من النفاذ بشكل مشترك إلى الموارد الفيزيائية البعيدة عنهم. ومن الأمثلة على ذلك تمكين العلماء والباحثين من النفاذ إلى أجهزة التليسكوب والميكروسكوب، واستخدامها، والحصول على الصور الناتجة عنها آنيا وعند أعلى درجات الدقة الممكنة. 
ثالثا، استخدام بيئة الاتصال كمنصة عمل لإنشاء خدمات معالجة بيانات مشتركة وتعاونية تستفيد من الموارد المشتركة للأجهزة الموجودة ضمن الشبكة، ويتم تطوير مثل هذه البرمجيات ضمن مشاريع مثل مشروع شبكة التطبيقات الموزعة The Grid، والذي يقوم بوضع الأسس والمقاييس التي يجب أن يتم حسبها تطوير التطبيقات الموزعة التي يمكنها معالجة مجموعات كبيرة من البيانات.
رابعا، يجب على تطبيقات إنترنت 2 أن تتمكن من عرض المعلومات في بيئات الواقع الخائلي، والانتقال من عرض الصور الاستاتيكية، إلى عرض الصور المتحركة ثلاثية الأبعاد.
وتتحالف هذه السمات لتعدنا بعصر يصبح فيه استعراض الفيديو الرقمي، والتطبيقات القائمة على استخدام الفيديو الرقمي، أمرا واقعا.
وسنستعرض فيما يلي بعضا من التطبيقات المستقبلية التي يتم تطويرها ضمن مشروع إنترنت 2:

## الاتصال المحيط Tele-immersion
إذا لم يكن مديرك في العمل اليوم مقتنعا بجدوى العمل من المنزل، فإن تقنيات الاتصال المحيط التي يتم تطويرها اليوم ضمن مشروع إنترنت 2 قد تكون الحل المناسب لهذه المعضلة. تخيل السيناريو التالي، أنت في غرفة مكتبك في المنزل، ولكنك في الوقت نفسه موجود في مكتبك، يحيط بك رفاقك في العمل، في غرفة الاجتماعات، وكنت تقوم معهم باستعراض النموذج التجريبي من آخر منتج طرحته شركتكم. ولنتخيل أيضا أنك موجود في الإمارات، في حين أن بقية رفاقك موجودون في مصر والولايات المتحدة، وبريطانيا.
هذا السيناريو ليس جزءا من أفلام الخيال العلمي اليوم، حيث توجد نماذج تجريبية في مختبرات العديد من الجامعات ومعاهد الأبحاث الأمريكية التي تسمح بعمل ذلك، باستخدام تقنيات الاتصالات المحيطة Tele-immersion والتي تستغل أحدث وأقوى تقنيات التشبيك المتاحة ضمن مشروع إنترنت 2، وتدمجها مع تقنيات الوسائط المتعددة ثلاثية الأبعاد لإنتاج بيئات يمكن بواسطتها للمستخدمين الموجودين في مواقع جغرافية متفرقة أن يعملوا في الوقت الحقيقي ضمن بيئة مشتركة، واستعراض المعلومات والعناصر المتوفرة ضمن هذه البيئة كما لو كانوا موجودين معا في المكان نفسه.
وضمن بيئات الاتصال المحيط تتمكن أجهزة الكومبيوتر من التعرف على الأشخاص الموجودين ضمن المحيط أو البيئة، وتمييز العناصر المادية والخائلية الموجودين ضمنها أيضا، وتعقب تحركات هذه العناصر جميعا وعرضها على شاشات اتصالات محيطة. ولا تقوم بيئات الاتصالات المحيطة بتفعيل التواصل بين المستخدمين فحسب، بل وبين المستخدمين ونماذج خائلية من العناصر المادية المتوفرة في البيئة المحيطة (في المثال أعلاه يمكن لكل مشارك في الاجتماع أن يلمس ويستعرض المنتج الجديد)
ويتطلب ذلك استخدام مجموعة من التقنيات الحديثة المتخصصة بعرض الصور في الفضاءات ثلاثية الأبعاد، والتي تحتاج أيضا إلى سعة موجة تفوق بألوف الأضعاف ما هو متوفر ضمن شبكات اليوم، كما أنها تحتاج إلى بروتوكولات وبرمجيات أمنية مختلفة تماما. إضافة إلى جيل جديد من أدوات العرض والكاميرات الرقمية يمكنه عرض الصور في البيئات ثلاثية الأبعاد.
وقد قامت مجموعة مطاعم مكدونالدز مؤخرا بالتعاون مع بعض الجامعات لتطوير بيئة اتصال محيطي تمكن الأشخاص كثيري السفر، أو الذين يعملون بعيدا عن المنزل، من تناول وجبة العشاء مع أفراد عائلاتهم..

## التعليم الموزع
لا يمكن لتقنيات إنترنت المستخدمة اليوم أن تحقق المقادير المطلوبة من التحصيل العلمي. وإذا نظرنا إلى معظم برمجيات التعليم الإلكتروني المستخدمة اليوم نجدها مقتصرة على بيئات تشغيل محدودة، وذات محتوى يقتصر على النص وبعض الوسائط المتعددة البدائية. ومهما كانت سعة الموجة المتاحة ضمن إنترنت حاليا فإنها غير كافية كي يشارك الطالب في بيئة تعليمية كالتي تتيحها الجامعات والمعاهد العلمية.
تخيل مثلا طالب يقوم بدراسة الموسيقى أو علوم الصوتيات. وهي تخصصات لا تعتمد على تناقل النص فحسب، ولكنها تعتمد على تواجد الطالب في بيئة يمكنه أن يتعرض فيها لأصوات ومؤثرات مختلفة، لا يمكن نقلها بصورة أمينة تماما حتى باستخدام أسرع تقنيات التشبيك المتاحة لنا اليوم. وماذا عن تخصصات مثل الطب أو الكيمياء أو الأحياء، حيث يحتاج الطلبة إلى استعراض نتائج مخبرية عند أعلى دقة ممكنة.
وتعمل الجامعات المشاركة في مشروع إنترنت 2 على تطوير بنية تحتية برمجية من البروتوكولات، والمقاييس البرمجية التي يمكنها نقل مثل هذه المعلومات للطلبة بشكل أمين مطابق لنوعيتها في العالم الواقعي. وتقوم هيئة EDUCOM بتطوير مبادرة لإنشاء مقاييس عامة ومشتركة خاصة بالبرمجيات التعليمية لضمان قابلية تطبيقات التعلم عن بعد في المستقبل من التعامل مع تقنيات الاتصالات المستخدمة في إنترنت 2. ويحصل المشاركون في بيئات التعليم الموزعة على تجربة غنية تتجاوز بمراحل ما تقدمه بعض الجامعات اليوم باستخدام مؤتمرات الفيديو الرقمي.

## التلفاز الرقمي عالي الدقة
تستخدم جامعة واشنطن في سياتل إنترنت 2 لنقل الصور باستخدام تقنيات التلفزة عالية الدقة HDTV، وتقدم هذه الصور دقة عرض مماثلة لأفضل دقة عرض يتم الحصول عليها هذه الأيام. ويتم استخدامها مثلا لنقل صور الأشعة عالية الدقة مما يسمح للأطباء بتشخيص المرضى بدقة وعن بُعد. كما تمكن أحد أساتذة الموسيقى باستخدام هذه التقنية من العزف على الكمان بشكل متناسق مع أحد تلامذته والذي يبعد عنه مئات الأميال.

## إنترنت 2 ومستقبل البحث العلمي
لا شك في أن إنترنت 2 ستغير بشكل جذري الطريقة التي تتعاون بها الجامعات ومؤسسات البحث العلمي. وتقتضي طبيعة المشاريع العلمية التي تقوم بها الجامعات اليوم أن تتعاون هذه المؤسسات فيما بينها بسبب ضخامة بعض هذه المشاريع من حيث عدد المشاركين بها والميزانيات المتاحة لها. ومن هذه المشاريع مثلا، مشروع الجنوم البشري، ومشاريع الفيزياء النووية والتي ينتج عنها كميات ضخمة من البيانات تفوق طاقة أو قدرة جامعة واحدة على استيعابها وتحليلها مما يقتضي ضرورة التعاون مع هذه المؤسسات فيما بينها. ونتيجة لذلك ترى بعض الجامعات والمعاهد اليوم بأنه لا قيمة لبرامجها التعليمية منفردة وأنها يجب أن تتعاون مع مؤسسات أخرى لتحقيق أغراضها العلمية.
وقد قامت هيئة إنترنت 2 بتوقيع عدد من الاتفاقيات ومذكرات التفاهم مع أكثر من 30 مؤسسة ومعهد وجامعة للبحث العلمي تحصل بموجبها هذه المؤسسات على النفاذ إلى البنية التحتية لإنترنت 2، وتتعاون مع بقية المؤسسات والمعاهد المشاركة في المشروع لتطوير تطبيقات وبنية تحتية متطورة لاستخدامها ضمن الشبكة. ولا يقوم مشروع إنترنت 2 بتوفير خدمات الاتصال بالشبكة لهذه المؤسسات، بل تقوم المؤسسات بالحصول على النفاذ من خلال الاتصال المباشر بالبنية التحتية المتوفرة في الولايات المتحدة، وربما الحصول على بعض المساعدات من معهد العلوم القومي الأمريكي).

## وصلات خارجية
- الموقع الرسمي لإنترنت 2